# Basset fauve de bretagne
För andra betydelser, se Basset.
Basset fauve de bretagne är en hundras från Frankrike. Den är en långsamdrivande hund av basset-typ som i hemlandet används både som ensamdrivande hund och för jakt i koppel (pack). Den har sitt ursprung i regionen Bretagne, fauve står för färgen fawn (hjortröd).

## Historia
Den första rasstandarden skrevs 1926. Rasklubben bildades 1949 men efter andra världskriget var den nära att dö ut och fick återskapas genom inkorsning av strävhårig tax och basset griffon vendéen. Först på 1970-talet blev rasen erkänd av den franska kennelklubben Société centrale canine (SCC)

## Egenskaper
Basset fauve de bretagne används vid jakt på kanin, räv, rådjur och vildsvin. Den är även duktig på eftersök. Rasen är liten, energisk och kompakt för att kunna arbeta i svår terräng. För att få högre utmärkelser på hundutställning måste basset fauve de bretagne ha meriter från jaktprov för drivande hund.

## Utseende
Färgen varierar mellan ljust vete och tegelrött.